# Terratrèmol de Qayen de 1997

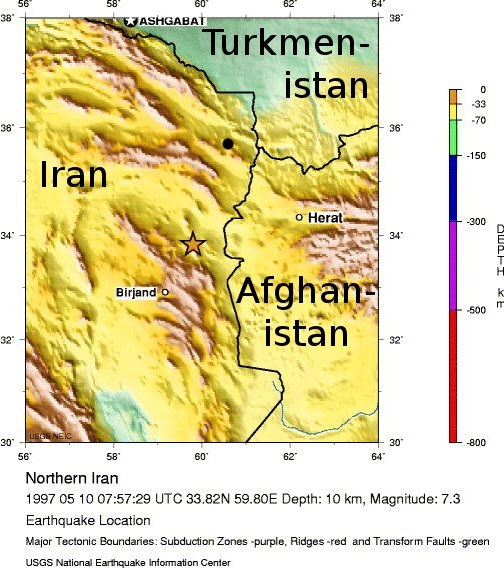
Zona afectada pel terratrèmol de Qayen de 1997

El terratrèmol de Qayen de 1997 es va produir el 10 de maig de 1997, al nord de la província de Khorasan a l'Iran. Es va anomenar Qayen, Ardekul o terratrèmol de Qayen. Va ser el terratrèmol més gran a la regió des de 1990, amb una magnitud de 7,3 en l'escala de magnitud de moment, i el seu centre es va ubicar aproximadament a 270 kilòmetres al sud de Mashad, a la vila d'Ardekul. Va ser el tercer terratrèmol que aquest any va causar danys severs, i va devastar la regió de Birjand-Qayen, va matar 1.567 persones i en va ferir més de 2.300. Aquest terratrèmol va deixar sense sostre 50.000 persones i va danyar o destruir més de 15.000 cases; va ser descrit com el més sanguinari de 1997 pel United States Geological Survey. Algunes de les 155 rèpliques que es produïren van causar destruccions i van allunyar els supervivents. Posteriorment es va descobrir que el terratrèmol va causar una ruptura al llarg de la falla que corre per sota de la frontera entre l'Iran i l'Afganistan.
El dany va ser estimat en uns 100 milions de dòlars nord-americans, i nombrosos països van respondre a l'emergència enviant flassades, carpes, roba i aliments. També es van enviar equips de rescat per a ajudar els voluntaris locals en la recerca i el rescat de supervivents atrapats sota la runa. El grau de destrucció a la zona al voltant de l'epicentre del terratrèmol va ser en certs punts pràcticament total, això es va atribuir a l'ús de pràctiques de construcció inadequades, cosa que ha originat modificacions en els codis de construcció. Atès que a l'Iran una de cada 3.000 morts és atribuïble a terratrèmols, un expert ha suggerit que s'hauria de llançar un programa de reconstrucció que abastés tot el país per a donar una solució a aquest problema de la salut pública.